# Gunnar Svahnström
John Gunnar Svahnström, född 3 augusti 1915 i Vimmerby, död 10 september 2012 i Visby, var en svensk museiman och landsantikvarie på Gotlands fornsal 1957–1980.
Gunnar Svahnström tog licentiatexamen i konsthistoria med en avhandling om Burmeisterska huset i Visby. Han var landsantikvarie i Jönköping från mitten av 1940-talet till 1957. Han blev filosofie hedersdoktor vid Uppsala universitet. År 2007 invigdes det "Svahnströmska rummet", uppkallat efter honom, på Gotlands fornsal. 
Gunnar Svahnström är begravd på Östra kyrkogården i Visby. Han var gift med Karin Svahnström (1917–1996), som var medförfattare till flera av hans böcker.

## Verk
- "Roma kloster och kungsgård" (tillsammans med Ingrid Swartling)
- "Visby under tusen år", 1984
- "Helge Ands ruin och Hospitalet ", 1981 (tillsammans med Erik Bohrn)
- "Visby stadsmur", 1984 (tillsammans med Otto Janse)
- "Gotlands kyrkor - en vägledning", 1984 (tillsammans med Erland Lagerlöf)
- "Visby domkyrka", 1986 (tillsammans med Karin Svahnström
- "Måleri på Gotland 1530-1830", 1989 (tillsammans med Karin Svahnström)
- "Rysk konst : från Vladimir den helige till Ivan den förskräcklige 1000-1550", 1993